# Iszutino (obwód kurski)
Iszutino (ros. Ишутино) – wieś (ros. деревня, trb. dieriewnia) w zachodniej Rosji, w sielsowiecie niekrasowskim rejonu rylskiego w obwodzie kurskim.

## Geografia
Miejscowość położona jest nad rzeką Sejm, 9 km od centrum administracyjnego sielsowietu niekrasowskiego (Niekrasowo), 18 km od centrum administracyjnego rejonu (Rylsk), 101 km od Kurska.

## Demografia
W 2010 r. miejscowość zamieszkiwało 85 osób.